# Chroom-54
Chroom-54 of 54Cr is een stabiele isotoop van chroom, een overgangsmetaal. Het is een van de vier stabiele isotopen van het element, naast chroom-50, chroom-52 en chroom-53. De abundantie op Aarde bedraagt 2,365%.
Chroom-54 ontstaat door radioactief verval van mangaan-54, vanadium-54 en ijzer-54.
42Cr · 43Cr · 44Cr · 45Cr · 45mCr · 46Cr · 47Cr · 48Cr · 49Cr · 50Cr · 51Cr · 52Cr · 53Cr · 54Cr · 55Cr · 56Cr · 57Cr · 58Cr · 59Cr · 59mCr · 60Cr · 61Cr · 62Cr · 63Cr · 64Cr · 65Cr · 66Cr · 67Cr · 68Cr · 69Cr · 70Cr